# Make A Wave
"Make A Wave" je pesem Joeja Jonasa in Demi Lovato, ki sta jo posnela za "zeleni projekt" Disney's Friends for Change. 26. februarja 2010 je pesem izšla Radiu Disney, videospot zanjo pa je izšel 14. marca 2010 na Disney Channelu. Na iTunesu je pesem izšla 15. marca 2010, dobiček trženja pa gre naravnost v organizacijo Disney Worldwide Conservation Fund.

## Glasba, vokali in besedilo
Pesem je po ritmu predvsem balada. Pesem prepevajo zato, da bi ostale ljudi pozvali k temu, naj varčujejo z vodo. "Make A Wave" ima na začetku pesmi velik poudarek na klavirju, kasneje pa pridejo do izraza tudi bas kitara, bobni in kitara. Demi Lovato in Joe Jonas pesem pojeta od začetka do konca, vendar se jima vmes pridružijo tudi vokali v ozadju. Glavna tema in sporočilo pesmi je, da je potrebno varčevati z vodo.

## Izid
S pesmijo so prvič nastopili na prireditvi “Celebrate Family Volunteers” med Walt Disney World® Resort v Lake Buena Vista, Florida kot soundtrack za Disneyjev film "OCEAN". "Make A Wave" je 26. februarja 2010 izšel tudi na radiu Radio Disney, 15. marca tistega leta pa je digitalno izšla tudi prek iTunesa. Disney vseh 100% dobička, nabranega s to pesmijo, donira dobrodelni organizaciji Disney Worldwide Conservation Fund (DWCF). Videospot se je na Disney Channelu prvič predvajal 14. marca 2010 dan kasneje pa še na kanalih Disney.com in ABC.

## Zgodovina izidov
| Regija                  | Datum            | Format    |
| ----------------------- | ---------------- | --------- |
| Združene države Amerike | 26. februar 2010 | Radio     |
| Združene države Amerike | 15. marec 2010   | Digitalno |